# 窪田藤太郎
窪田 藤太郎 （くぼた ふじたろう、1879年 - 1973年）は、日系アメリカ人の庭師。博愛主義者でもあった人物。
日本からの一世移民の一員であり、米国で新しい生活を送る。最初に到着したときは鉄道事業に従事。 1922年までに、彼はシアトルで自分の園芸事業を開始することができていた。1927年、彼は趣味として小さな庭から作庭を開始。 残りの人生と子供と孫へそれぞれ重要な役割を担う。
クボタと彼の家族は、第二次世界大戦初期の間、アイダホ州のキャンプミニドカに拘禁された。彼のシアトル生まれの息子のトム（1917 - 2004年）はミニドカで彼の妻、孫の母親となるひとと出会った。

## 名誉

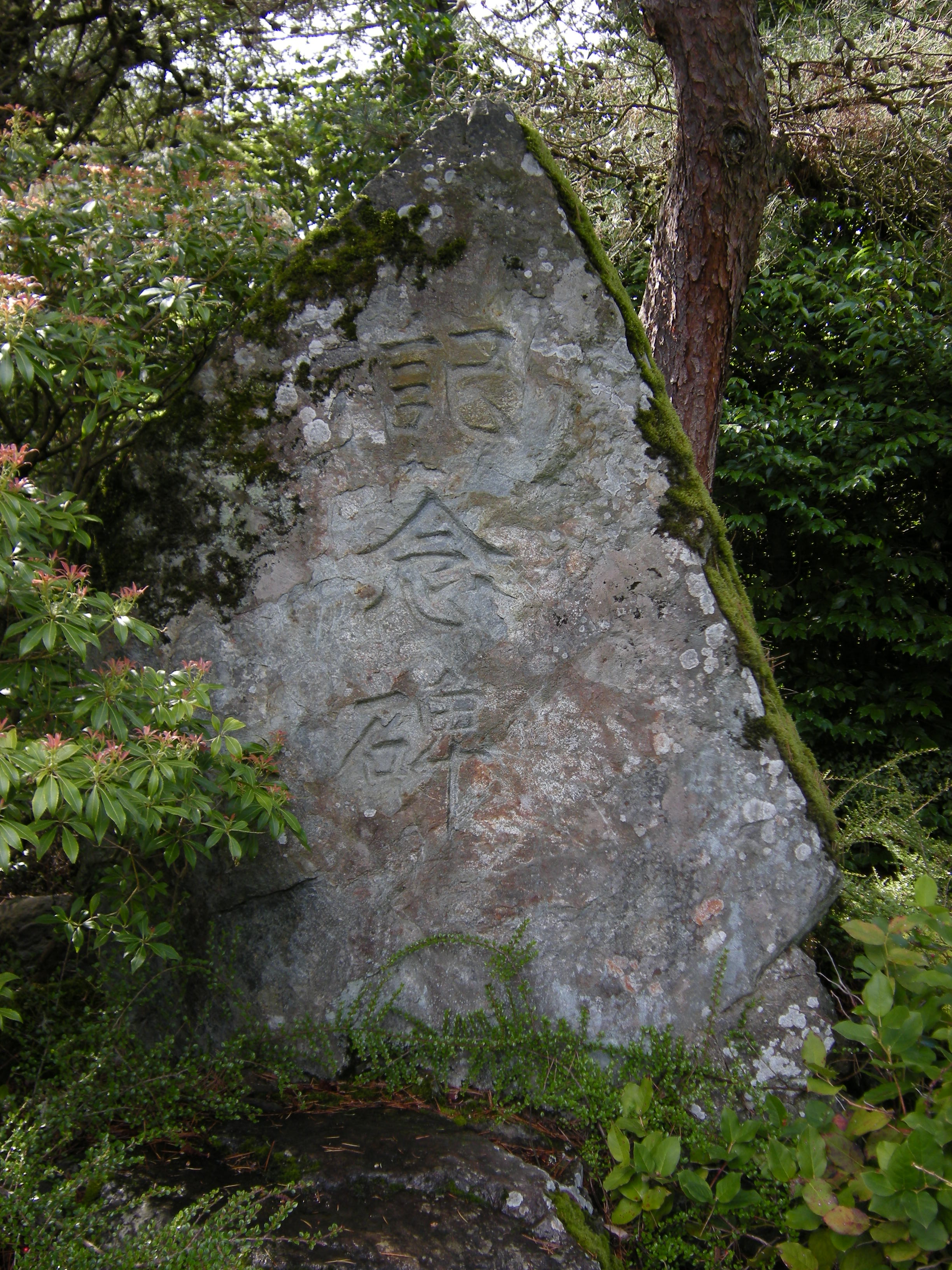
ワシントン州シアトルのクボタ庭園で記された岩。「記念碑」と刻んである

死ぬ前の年、日本政府は、米国における日本の園芸の導入と建設のため、彼の成果に叙勲を提示することによって、この生涯園芸家を称えた。正式な装飾バッジで、 日本の造幣局によって生産された金箔と銀のマルタ十字架である。
クボタの名を冠する公的な庭園は、数少ないクボタの人生の記念碑。

## おもな実績
- クボタ・ガーデン　シアトル南部、レーニアビーチ近郊
- ブローデル・リザーブ、ブインブリッジ島

## ノート
1. 1 2  1972年に栄誉を与えられた - Appelo、Tim。 「未来の大学：最高の独立系大学への物理的な変容」 シアトル大学誌。 2008年夏。
2. ↑  ダビラ、フォランガラ。 「ガードナーのトムクボタ（87歳）は、穏やかな遺産である「シアトルタイムズ 」を残す。 2004年8月18日。
3. ↑   Japan Mint: Production of Orders & Medals.